# ラジオ・チャリティ・ミュージックソン スペシャル 『I'm with U キミと、24時間ラジオ』
『ラジオ・チャリティ・ミュージックソン スペシャル 『I'm with U キミと、24時間ラジオ』』（ラジオ・チャリティー・ミュージックソン・スペシャル 『アイム・ウィズ・ユー キミと、にじゅうよじかんラジオ』）は、ニッポン放送で2011年4月9日から4月10日にかけて放送された、クリスマス期恒例の「ラジオ・チャリティ・ミュージックソン」をベースに東日本大震災被災地復興支援として放送されたチャリティーラジオ番組である。イメージソングはメインパーソナリティの福山雅治が2010年に発売したベストアルバム「THE BEST BANG!!」に収録されている「心color 〜a song for the wonderful year〜」。

## 概要
「ラジオ・チャリティ・ミュージックソン スペシャル 『I'm with U キミと、24時間ラジオ』」というタイトルには被災地と寄り添うという意味も含まれている。なお、この時期に「ミュージックソン」というタイトルをつけて放送されるのは初めてである。 これは今回の番組でメインパーソナリティを務めた福山雅治が今回の震災の被災地でラジオが重要な情報源になっていることに着目し、また、3月11日から震災の報道特番を連日連夜放送していたラジオ福島が、急遽、3月19日の「福山雅治のオールナイトニッポンサタデースペシャル・魂のラジオ」を放送したところ、福島県内のリスナーから感謝のメッセージが寄せられたことがきっかけとなった。その後ニッポン放送のスタッフと話し合った結果、毎年クリスマスに放送している「ラジオ・チャリティ・ミュージックソン」のスペシャルとして放送する形で今回の企画が実現した。
視覚障害者向けの募金を行っている従来のミュージックソンとは異なり、番組では日本赤十字社宛の災害義援金の受付を行い、同時に『I'm with you〜いつもキミのそばに〜』をテーマにリスナーが伝えたい人へのエピソードとそのメッセージをメールで募り番組の中で紹介。また、音楽を掛けながら福山自身もコンサートのバンドメンバーと共にリスナーからのリクエストにお答えする形でアンプラグド形式によって7曲の持ち歌を披露。なお、8月31日に発売される福山の両A面シングル「家族になろうよ/fighting pose」の初回限定盤にこの模様を収録したDVDが付属している。

## テレビ中継
- ニッポン放送がフジサンケイグループ傘下であることから、フジテレビの番組内でニッポン放送のスタジオと結んで生中継を行うことが通常版と準じている。
- 1日目は「FNNスーパーニュースWEEKEND」の関東ローカル枠内にて、ニッポン放送と相互中継を結んだ。

## 出演陣
- メインパーソナリティ - 福山雅治
- パートナー - 荘口彰久
- 通常の「ミュージックソン」では25:00 - 29:00の時間帯は休憩に入り、この4時間の頭と終わりにしか出演しないが、福山は後述するライブ準備・着替えの時間帯を除いてほぼ全時間帯に出演した。
- 一方、パートナーの荘口はJFN系列の「COUNTDOWN jp」にパーソナリティとして出演しているため番組冒頭から14:25までは欠席、その代わりに直前の番組「ゴッドアフタヌーン アッコのいいかげんに1000回」アシスタントの垣花正アナウンサーが代打出演した。
- ゲストは4月9日14時台 - 4月10日11時台にかけて出演した。
- 23時台前半は福山がライブ準備のため岸谷五朗、寺脇康文、音尾琢真がつなぎで出演。「チャリティー・ミュージックソンSP」に当たる枠は「魂ラジ」終わりの福山らが登場までの冒頭約20分間、通常この時間「オードリーのオールナイトニッポン」を担当しているオードリーがつなぎで出演した。25:00（正確には着替え終わった25:22）からは「福山雅治のオールナイトニッポン ラジオ・チャリティー・ミュージックソンスペシャル 『I'm with U キミと、24時間ラジオ』」としての生放送。自身が「福山雅治のオールナイトニッポン」として「BITTER SWEET SAMBA」に乗って放送するのは1998年3月の終了以来13年ぶり。内容は「豪華ネタ祭り!」として、「お笑いで日本を元気にする」とテーマにサンドウィッチマン、楽しんご、どぶろっく、どきどきキャンプの4組が持ちネタを披露した。
- そのほかのゲストは以下の通りで、福山と同じアミューズに所属しているタレント（ちゃお専属モデルを除く）やミュージシャンを中心にミュージックソン最多の71組が登場した。（なお、出演当時のものである。）

| - 和田アキ子 - 奥貫薫 - 小出恵介 - 桐谷健太 - ポルノグラフィティ - 高田文夫 - 松村邦洋 - 原田泰造（ネプチューン） - 武田鉄矢 - 要潤 - 指原莉乃（当時・AKB48） - 宮崎美穂（当時・AKB48） - 佐藤すみれ（当時・AKB48） - 綾小路きみまろ - 高橋克実 - 軽部真一（フジテレビアナウンサー） - 川岡大次郎 - 谷口翔太 - 松村良太 | - 杉山彦々 - 是近敦之 - 大森南朋 - 宮迫博之（雨上がり決死隊） - 大友啓史 - 佐藤健 - 三浦春馬 - 上野樹里 - 岡田義徳 - Perfume - SION - 猪苗代湖ズ - 高橋優 - 亀梨和也（KAT-TUN） - トータス松本 - 寺島しのぶ - 上川隆也 - 渡辺いっけい - miwa | - 島崎和歌子 - ピエール瀧 - リリー・フランキー - 大山英雄 - みっちー - 草刈民代 - イルカ - テリー伊藤 - 東根作寿英 - 三宅裕司 - 江口ともみ - 宮本笑里 - 石原さとみ - 谷原章介 - 前田敦子（当時・AKB48） - 石橋凌 - はなわ - 平岡祐太 |

## ネット局と放送時間
- 今回のネット局は、通常クリスマスに放送されるミュージックソンとは異なる。4月9日23:30 - 25:00は「魂のラジオ」に準じた33局ネット、25:00 - 27:00は「オールナイトニッポン」（1部）に準じた36局ネットで放送された。そのため、HBCラジオやRKBラジオなどでも放送されるほか、北海道、中京広域圏、近畿広域圏、福岡県では2局にまたがってネットされた。
- 本来ニッポン放送ローカル枠である時間帯も、東北地方を中心にネットされた。そのため、ネット番組同様CMフィラー音楽が全時間帯で使用された。
- radikoでは今回の震災の対応として関東地区の番組は4月11日までエリア制限が解除されていたため、関東広域圏以外の地域でもパソコンを通じて24時間通しで聴取することができた。

| 放送対象地域  | 放送局      | 放送時間                                                               |
| ------------- | ----------- | ---------------------------------------------------------------------- |
| 北海道        | HBCラジオ   | 4月9日 15:00 - 16:00・21:00 - 25:00                                    |
| 北海道        | STVラジオ   | 4月9日 25:00 - 29:00                                                   |
| 青森県        | 青森放送    | 4月9日 23:30 - 27:00                                                   |
| 岩手県        | IBC岩手放送 | 4月9日 23:30 - 28:00・10日 9:00 - 13:00                                |
| 秋田県        | 秋田放送    | 4月9日 15:00 - 16:00・23:30 - 27:00                                    |
| 宮城県        | 東北放送    | 4月9日 13:00 - 21:50・22:00 - 28:00・10日 7:00 - 13:00                 |
| 山形県        | 山形放送    | 4月9日 21:00 - 22:00・23:30 - 28:00・10日 10:00 - 13:00                |
| 福島県        | ラジオ福島  | 4月9日 13:00 - 15:00・21:30 - 22:00・22:05 - 28:00・10日 12:10 - 13:00 |
| 栃木県        | 栃木放送    | 4月9日 25:00 - 29:00                                                   |
| 茨城県        | 茨城放送    | 4月9日 23:30 - 29:00                                                   |
| 山梨県        | 山梨放送    | 4月9日 23:30 - 28:00                                                   |
| 長野県        | 信越放送    | 4月9日 21:00 - 22:00・23:30 - 28:00・10日 11:00 - 13:00                |
| 新潟県        | 新潟放送    | 4月9日 23:30 - 28:00                                                   |
| 静岡県        | 静岡放送    | 4月9日 23:30 - 27:00                                                   |
| 中京広域圏    | 東海ラジオ  | 4月9日 19:00 - 21:00・23:30 - 25:00                                    |
| 中京広域圏    | CBCラジオ   | 4月9日 25:00 - 28:00                                                   |
| 富山県        | 北日本放送  | 4月9日 21:00 - 27:00・10日 10:00 - 13:00                               |
| 石川県        | 北陸放送    | 4月9日 23:30 - 27:00                                                   |
| 福井県        | 福井放送    | 4月9日 21:00 - 28:00・10日 9:00 - 13:00                                |
| 京都府 滋賀県 | KBS京都     | 4月9日 23:30 - 29:00                                                   |
| 近畿広域圏    | ABCラジオ   | 4月9日 23:30 - 25:00                                                   |
| 近畿広域圏    | ラジオ大阪  | 4月9日 25:00 - 27:00                                                   |
| 和歌山県      | 和歌山放送  | 4月9日 25:00 - 28:00                                                   |
| 鳥取県 島根県 | 山陰放送    | 4月9日 23:30 - 27:00                                                   |
| 岡山県        | 山陽放送    | 4月9日 23:30 - 27:00・10日 10:00 - 12:00                               |
| 広島県        | 中国放送    | 4月9日 23:30 - 28:00                                                   |
| 山口県        | 山口放送    | 4月9日 23:30 - 28:00                                                   |
| 徳島県        | 四国放送    | 4月9日 23:30 - 28:00                                                   |
| 香川県        | 西日本放送  | 4月9日 23:30 - 28:00                                                   |
| 愛媛県        | 南海放送    | 4月9日 21:00 - 22:30・23:30 - 28:00・10日 12:00 - 13:00                |
| 高知県        | 高知放送    | 4月9日 23:30 - 28:00                                                   |
| 福岡県        | RKBラジオ   | 4月9日 18:00 - 25:00                                                   |
| 福岡県        | KBCラジオ   | 4月9日 25:00 - 29:00                                                   |
| 長崎県 佐賀県 | 長崎放送    | 4月9日 22:00 - 28:00・10日 12:00 - 13:00                               |
| 大分県        | 大分放送    | 4月9日 23:30 - 28:00・10日 5:00 - 6:00・9:00 - 13:00                   |
| 熊本県        | 熊本放送    | 4月9日 23:30 - 28:00                                                   |
| 宮崎県        | 宮崎放送    | 4月9日 23:30 - 28:00                                                   |
| 鹿児島県      | 南日本放送  | 4月9日 23:30 - 28:00                                                   |
| 沖縄県        | ラジオ沖縄  | 4月9日 25:00 - 29:00                                                   |

- IBC岩手放送とラジオ福島では、これとは別に、独自の単発特番も放送した（詳細は各局の項及び番組の項を参照）。

### 関連番組
いずれも、深夜早朝や野球中継時間帯など、一部時間帯はスポンサードネット番組を放送する。
IBC岩手放送
- IBCラジオ・チャリティ・ミュージックソンスペシャル ふるさとは負けない!（2011年5月28日11:57 - 翌日14:00）

ラジオ福島
- 2011年夏 ラジオ・チャリティ・ミュージックソン スペシャル（2011年8月13日7:00 - 翌日15:00）